# Takashi Yamazaki
Takashi Yamazaki (jap. 山崎貴 Yamazaki Takashi; ur. 12 czerwca 1964 r. w Matsumoto) – japoński reżyser, scenarzysta, reżyser efektów specjalnych. Pod wpływem „Gwiezdnych wojen” i „Bliskich spotkań trzeciego stopnia” postanowił zająć się efektami specjalnymi. Ukończył Szkołę Sztuk Pięknych i Wzornictwa Asagaya w Tokio (jap. 阿佐ヶ谷美術専門学校) (ang. Asagaya College of Art & Design). Rozpoczął pracę w firmie Shirogumi Inc., gdzie współpracował przy tworzeniu takich filmów jak „Daibyonin” (ang. The Last Dance lub The Seriously Ill) w 1993 czy „Shizukana seikatsu” (Spokojne życie) w 1995. Debiutował jako reżyser w roku 2000 filmem „Juvenile”. W 2006 roku otrzymał Nagrodę Japońskiej Akademii Filmowej za reżyserię i scenariusz filmu „Always Sanchōme no Yuhi”, a w 2015 – za reżyserię filmu Eien no Zero.

## Filmografia
- Juvenile (2000)
- Returner (2002)
- Tu zawsze świeci słońce (jap. Always 三丁目の夕日 Always sanchōme no yūhi) (2005)
- Always Zoku Sanchōme no Yūhi (Always: Sunset on Third Street 2) (2007)
- Ballad (2009)
- Space Battleship Yamato (jap. SPACE BATTLESHIP ヤマト) (2010)
- Friends: Naki on Monster Island (2011)
- Always Sanchōme no Yūhi '64 (Always: Sunset on Third Street '64) (2012)
- Eien no Zero (jap. 永遠の0)  (2013)
- Stand by Me Doraemon (2014)
- Parasyte Part 1 (2014)
- Parasyte Part 2 (2015)
- Fueled:The Man They Called Pirate (jap. 海賊とよばれた男) (2016)
- Destiny: The Tale of Kamakura (jap. DESTINY 鎌倉ものがたり) (2017)
- The Great War of Archimedes (jap. アルキメデスの大戦) (2019)
- Dragon Quest: Your Story (jap. ドラゴンクエスト ユア・ストーリー) (2019)
- Stand by Me Doraemon 2 (jap. STAND BY ME ドラえもん 2) (2020)